# Laitakarita
La laitakarita és un mineral de la classe dels sulfurs. Va ser anomenada en honor de Aarne Vihtori Laitakari (1890-1975), geòleg, professor i director general del Servei Geològic de Finlàndia.

## Característiques
La laitakarita és un sulfur de fórmula química Bi₄(Se,S)₃. Cristal·litza en el sistema trigonal en forma de plaques i escates foliades, elongates al llarg de [001]; també pot aparèixer en forma de grans, de fins a 2 mm. La seva duresa a l'escala de Mohs és 2.
Segons la classificació de Nickel-Strunz, la laitakarita pertany a «02.DC - Sulfurs metàl·lics, amb variable proporció M:S» juntament amb els següents minerals: hedleyita, ikunolita, ingodita, joseïta-B, kawazulita, nevskita, paraguanajuatita, pilsenita, skippenita, sulfotsumoïta, tel·lurantimoni, tel·lurobismutita, tetradimita, tsumoïta, baksanita, joseïta-C, protojoseïta, sztrokayita, vihorlatita i tel·luronevskita.

## Formació i jaciments
La laitakarita va ser descoberta a Orijärvi, a Kisko (Salo, Finlàndia Occidental, Finlàndia) en filons de roques de quars-antofil·lita-ordierita-biotita. També ha estat descrita a Austràlia, Bolívia, Bulgària, el Canadà, Espanya, Etiòpia, el Japó, Macedònia del Nord, el Marroc, Polònia, el Regne Unit, la República Txeca, Romania, Rússia, Suècia, Suïssa, l'Uzbekistan i la Xina.